# Rejsen til Ribe
Rejsen til Ribe er en novellesamling udgivet af Peter Seeberg i 1990 med en god snes noveller, digte og fabler med glimt fra hverdagslivet. 
Titelnovellen er fra 1957 , og handler om en 13-årig dreng ved navn Martinus. Han bor hos nogle plejeforældre og deres søn, Hanse. Plejeforældrene er fattige, og de har ikke længere råd til at have Martinus boende. De sender ham med et tog til Ribe, hvor han senere ender. Her har han besluttet sig for at han vil opleve en masse ting.